# Juan Eduardo Hohberg
Juan Eduardo Hohberg   (Córdoba, 19 de juny de 1926 - Lima, 30 d'abril de 1996) fou un futbolista uruguaià, nascut a l'Argentina, de la dècada de 1950. Posteriorment va fer d'entrenador de futbol.
Fou 8 cops internacional amb la selecció de l'Uruguai.
Pel que fa a clubs, defensà els colors de Central Córdoba, Rosario Central i CA Peñarol.
Trajectòria com a entrenador:
- 1962-1963: Cúcuta Deportivo
- 1964-1966: Atlético Nacional
- 1968: Panathinaikos FC
- 1969-1970:  Uruguai
- 1971: CA Peñarol
- 1972: Sport Boys
- 1974-1975: Universitario
- 1977:  Uruguai
- 1977-1979: Alianza Lima
- 1981:  Equador
- 1981-1982: Emelec
- 1982: Juan Aurich
- 1983: Deportivo Municipal
- 1985: Sport Boys
- 1991-1992: Deportivo Municipal